# Hold Your Fire
《Hold Your Fire》는 캐나다의 프로그레시브 록 밴드 러시의 열두 번째 스튜디오 음반으로, 1987년 9월 8일에 발매되었다. 옥스퍼드셔주의 더 매너 스튜디오, 서리주의 리지 팜 스튜디오, 몬트세랫의 에어 스튜디오, 토론토의 맥클리어 플레이스에서 녹음되었다. 《Hold Your Fire》는 폴리그램/머큐리가 캐나다 밖에서 발매한 마지막 러시의 스튜디오 음반이다. 틸 투즈데이의 베이시스트이자 보컬리스트인 에이미 맨은 〈Time Stand Still〉에 보컬을 기여했고 즈비뉴 립친스키 감독의 비디오에 출연했다.
이 음반은 1980년대 대부분의 밴드의 발매만큼 상업적으로 성공하지 못했으며, 1978년 《Hemispheres》 이후 러시 음반으로는 최저 차트 정점인 빌보드 200 차트 13위를 기록했다. 그러나 RCAA에 의해 골드 인증을 받았다.

## 평가
| 전문가 평가                       | 전문가 평가 |
| 평가 점수                         | 평가 점수   |
| 출처                              | 점수        |
| --------------------------------- | ----------- |
| AllMusic                          | [ 5 ]       |
| The Encyclopedia of Popular Music | [ 6 ]       |
| Kerrang!                          | [ 7 ]       |
| The Rolling Stone Album Guide     | [ 8 ]       |

《Hold Your Fire》에 대한 수신이 긍정적으로 혼합되었다. 이 음반은 1980년대 팝 음악 사운드와 과도한 신디사이징으로 비판을 받았지만, 밴드 멤버들을 포함한 일부는 이 음반의 제작, 작곡, 가사에 대한 칭찬으로 이전 스튜디오 프로젝트보다 낫다고 느꼈다.
《Hold Your Fire》는 처음에는 다른 러시 음반에 비해 상업적으로 실망스러운 것으로 여겨졌다. 이 음반은 빌보드 200 음반 차트에서 13위에 머물렀는데, 1978년의 《Hemispheres》 이후 처음으로 러시의 스튜디오 음반이 톱 10에 진입하는 데 실패한 것이다. 《Hold Your Fire》는 발매 직후 미국에서 골드 인증을 받았지만, 미국 음반 산업 협회에 따르면 플래티넘 지위에 도달하는 데 실패하여 1975년의 《Carress of Steel》 이후로 그렇게 하지 않은 첫 번째 러시의 스튜디오 음반이 되었다.
그것의 저조한 상업적 상연에도 불구하고, 그것은 숭배자들을 유지하고 있다. 더 프로그 마인드의 루크 헨슨은 "멋지고 따뜻한 프로듀싱", "나이, 자연계, 낙관주의, 냉소주의, 인생을 즐기는 것을 다룬 심오한 가사", "멋진 베이스 작업"을 선전했다. 프로그레시브 뮤직 플래닛의 롭 포실룩은 "가사적으로, 나는 이 음반이 닐의 최고의 작품 중 일부라고 생각한다"고 말했다. 두 비평가 모두 이 음반을 그들이 가장 좋아하는 러시 음반으로 순위를 매겼다.

## 곡 목록
모든 곡들은 특별한 언급이 없는 한 게디 리, 알렉스 라이프슨 그리고 닐 피어트에 의해 작사/작곡하였다.
| #  | 제목                 | 작사·작곡                         | 재생 시간 |
| -- | -------------------- | --------------------------------- | --------- |
| 1. | 〈Force Ten〉        | 리, 라이프슨, 피어트, 파이 뒤부아 | 4:31      |
| 2. | 〈Time Stand Still〉 |                                   | 5:09      |
| 3. | 〈Open Secrets〉     |                                   | 5:38      |
| 4. | 〈Second Nature〉    |                                   | 4:36      |
| 5. | 〈Prime Mover〉      |                                   | 5:19      |

| #   | 제목              | 재생 시간 |
| --- | ----------------- | --------- |
| 6.  | 〈Lock and Key〉  | 5:09      |
| 7.  | 〈Mission〉       | 5:16      |
| 8.  | 〈Turn the Page〉 | 4:55      |
| 9.  | 〈Tai Shan〉      | 4:17      |
| 10. | 〈High Water〉    | 5:33      |

## 인증
| 국가                       | 인증     | 판매량/출하량 |
| -------------------------- | -------- | ------------- |
| 캐나다 (뮤직 캐나다)       | 플래티넘 | 100,000^      |
| 영국 (BPI)                 | 실버     | 60,000^       |
| 미국 (RIAA)                | 골드     | 500,000^      |
| ^출하량을 기반으로 한 인증 |          |               |